# Coleomethia crinicornis
Coleomethia crinicornis là một loài bọ cánh cứng trong họ Cerambycidae.